# Pasi (Berampu)
Pasi is een bestuurslaag in het regentschap Dairi van de provincie Noord-Sumatra, Indonesië. Pasi telt 1357 inwoners (volkstelling 2010).